# Ясір аль-Балісі
Ясір аль-Балісі — арабський торговець XIII—XIV ст., якого вважали найзаможнішим серед каремітів.
Доходи Ясіра аль-Балісі оцінювали в 10 мільйонів динарів. За підрахунками фахівців з економічної історії, це дорівнює приблизно 500 мільйонам доларів.
Його справу з розширення торгівлі до Індії, Великих Зондських островів та південного Китаю продовжив син Мусаллам та онук Насір ад-Дін (пом. 1374). Останнього називали чудом світа за його багатства.